# Ashville (Ohio)
Ashville és una població dels Estats Units a l'estat d'Ohio. Segons el cens del 2000 tenia 3.174 habitants.

## Demografia
Segons el cens del 2000, Ashville tenia 3.174 habitants, 1.243 habitatges, i 872 famílies. La densitat de població era de 785,6 habitants per km².
Dels 1.243 habitatges en un 40,4% hi vivien nens de menys de 18 anys, en un 52,5% hi vivien parelles casades, en un 13,4% dones solteres, i en un 29,8% no eren unitats familiars. En el 24,9% dels habitatges hi vivien persones soles el 9,9% de les quals corresponia a persones de 65 anys o més que vivien soles. El nombre mitjà de persones vivint en cada habitatge era de 2,55 i el nombre mitjà de persones que vivien en cada família era de 3,03.
Per edats la població es repartia de la següent manera: un 29,6% tenia menys de 18 anys, un 9,6% entre 18 i 24, un 33,8% entre 25 i 44, un 17,7% de 45 a 60 i un 9,3% 65 anys o més.
L'edat mediana era de 31 anys. Per cada 100 dones de 18 o més anys hi havia 85,3 homes.
La renda mediana per habitatge era de 40.778 $ i la renda mediana per família de 47.092 $. Els homes tenien una renda mediana de 35.236 $ mentre que les dones 22.231 $. La renda per capita de la població era de 16.645 $. Aproximadament el 6,3% de les famílies i el 9,5% de la població estaven per davall del llindar de pobresa.

## Poblacions més properes
El següent diagrama mostra les poblacions més properes.